# Dremomys
Dremomys är ett släkte i ekorrfamiljen med 6 arter som förekommer i östra och sydöstra Asien. Habitatet utgörs av tropiska regnskogar och tempererade lövskogar. De lever ofta i bergsregioner upp till 3 400 meter över havet. I skogen vistas de främst på marken eller i trädens undre del. De livnär sig främst av nötter och frukter men även av insekter.
Släktnamnet är sammansatt av det latinska ordet dromos (springa) och det gammalgrekiska ordet mys (mus).
Pälsens färg är sällan påfallande, den varierar mellan olika nyanser av gråbrun ibland med olivfärgade eller röda skuggor. Undersidan är vit till gul. Kännetecknande är ljusare fläckar i rödbrunt på varje sida av huvudet, men dessa fläckar är ofta rätt otydliga. Kroppslängden ligger på 20 centimeter och därtill kommer en cirka 15 centimeter lång svans. Dremomys everetti som är den minsta arten väger 75 till 185 gram och Dremomys rufigenis väger 210 till 270 gram. De har höga läten som kan höras över långa distanser.
Släktet har 6 arter:
- Dremomys lokriah (Hodgson 1836), östra Himalaya
- Dremomys pernyi (Milne Edwards 1867), centrala och södra Kina, norra Myanmar, norra Vietnam
- Dremomys rufigenis (Blanford 1878), centrala och södra Kina, Sydostasien
- Dremomys everetti (Thomas 1890), Borneo
- Dremomys gularis (1932), Yunnan, norra Vietnam
- Dremomys pyrrhomerus